# La Belle de Moscou
Pour les articles homonymes, voir Belle.
Pour plus de détails, voir Fiche technique et Distribution.
La Belle de Moscou (titre original : Silk Stockings) est un film américain réalisé par Rouben Mamoulian, sorti en 1957. Il s'agit d'une adaptation de la comédie musicale Silk Stockings, elle-même basée sur le film musical Ninotchka d'Ernst Lubitsch, sorti en 1939.

## Synopsis
Après l'échec de trois agents soviétiques maladroits dans une opération de rapatriement d'un compositeur, Ninotchka, agent très efficace, est envoyée à Paris afin de réussir là où ses associés maladroits ont échoué. Elle commence par faire le procès d'un Occident décadent avant de tomber sous le charme d'un producteur de films qui, bon gré mal gré, la poussera à réviser son jugement…

## Fiche technique
- Titre : La Belle de Moscou
- Titre original : Silk Stockings
- Réalisation : Rouben Mamoulian
- Assistant réalisateur : Al Jennings
- Scénario : Leonard Gershe, Leonard Spigelgass et Harry Kurnitz (non crédité), adapté librement de l'histoire Ninotchka de Melchior Lengyel et du livret de la comédie musicale originale Silk Stockings de George S. Kaufman, Leueen McGrath et Abe Burrows (en)
- Photographie : Robert Bronner
- Montage : Harold F. Kress
- Direction artistique : Randall Duell et William A. Horning
- Décors : Hugh Hunt et Edwin B. Willis
- Costumes : Helen Rose
- Musique et lyrics : Cole Porter
- Musique supervisée et conduite : André Prévin
- Coordination musicale : Lela Simone
- Arrangements d'orchestre : Conrad Salinger
- Orchestrations additionnelles : Skip Martin (en) et Al Woodbury
- Arrangements vocaux : Richard Tucker
- Chorégraphie des numéros de danse où apparaît Fred Astaire : Hermes Pan
- Chorégraphie des autres numéros de danse : Eugene Loring
- Producteur : Arthur Freed (non crédité)
- Société de production : Arthur Freed Production et Metro-Goldwyn-Mayer
- Société de distribution : Metro-Goldwyn-Mayer
- Budget tournage : 1 853 463,21 $
- Budget total : 2 581 000 $
- Recettes USA-étranger : 2 800 000 $
- Langue : Anglais
- Pays d'origine : États-Unis
- Format : Couleurs (Metrocolor) - 2,35:1 - son Stereo / 4-Track Stereo (Westrex Recording System) - Cinemascope 35 mm
- Genre : film musical, comédie romantique, espionnage
- Durée : 117 minutes
- Dates de sortie :
  - États-Unis : 18 juillet 1957
  - France : 10 janvier 1958

## Distribution
- Fred Astaire (VF : Roger Rudel) : Steve Canfield
- Cyd Charisse : Ninotchka Yoschenko
- Janis Paige : Peggy Dayton
- Peter Lorre (VF : Roger Carel) : Brankov
- George Tobias : Marcovitch
- Jules Munshin : Bibinski
- Joseph Buloff : Ivanov
- Wim Sonneveld (VF : Michel Roux) : Boroff
- Eugene Borden : un reporter

Acteurs non crédités
- Harvey Evans : un danseur
- Rolfe Sedan : le régisseur

## Numéros musicaux
- Josephine
- Too Bad
- Paris Loves Lovers
- Stereophonic Sound
- It’s a Chemical Reaction, That’s All
- All of You (en)
- Satin and Silk
- Without Love
- Fated to Be Mated
- Siberia
- Red Blues
- The Ritz Roll and Rock

Chansons conservées pour l’accompagnement musical seul : 
- I've Got You Under My Skin
- Easy to Love
- I Concentrate on You

## À noter
- La Belle de Moscou est un remake de l'avant-dernier film de Greta Garbo Ninotchka. C'est aussi un des derniers films de Fred Astaire et un des derniers films musicaux produits à Hollywood dans les années 1950.
- C’est Arthur Freed qui imposa le nom de Rouben Mamoulian aux dirigeants du studio, qui au départ ne voulaient pas de lui.
- Fred Astaire se trouvait trop vieux pour son rôle mais fut convaincu du contraire par Mamoulian.
- Le tournage du film nécessita 52 jours.
- Ce film présente le mode de vie des Soviétiques. Une scène montre une lettre que Ninotchka reçoit : toute la lettre est censurée sauf l'entête et la signature. Une autre scène est un dialogue entre Ninotchka et Steve Canfield : « Mais Mr. Canfield, ça ne vous rend pas triste d'être dans une société où les gens sont exploités ? » — « Mais non, je fais partie de ceux qui exploitent », suivis de sourires échangés.

## Genèse
Dès le départ, le souhait de Mamoulian était de réduire les dialogues afin de favoriser la romance entre les deux personnages principaux grâce aux numéros dansés et notamment à la pantomime. Un mois avant le tournage, le scénario n’était pas encore terminé. Kurnitz fut congédié et c’est Leonard Gershe qui l’acheva en quinze jours. Le tournage débuta finalement le 7 novembre 1956 pour s’achever le 31 janvier 1957. La projection d’essai se déroula neuf jours plus tard.